# Battaglia di Saint Kitts (1629)
La battaglia di St. Kitts o battaglia di San Cristóbal fu una spedizione militare spagnola che strappò le isole di Saint Kitts e Nevis a inglesi e francesi durante la guerra anglo-spagnola (1625-30).

## Antefatti
Nell'anno 1629, la colonia inglese di St. Kitts era cresciuta abbastanza da essere considerata una minaccia per le Indie occidentali spagnole. I coloni inglesi erano ormai quasi 3 000, e avevano ricevuto armi e munizioni dalla madrepatria. Fu dato ordine al comandante della flotta spagnola Armada de Sotavento di sgomberare i coloni inglesi e francesi pesantemente armati.

## Incursione
La spedizione spagnola, sotto il comando dell'ammiraglio Fadrique Álvarez de Toledo Osorio, approdò a Nevis e catturò e distrusse diverse navi inglesi lì ancorate. I soldati spagnoli furono quindi fatti sbarcare per distruggere le poche strutture di nuova costruzione e catturare i coloni.
Quando Nevis fu catturata dalle forze spagnole, i coloni furono abbandonati dai loro servi, che nuotarono verso le navi spagnole al grido di "Libertà, gioiosa libertà", preferendo la collaborazione con gli spagnoli alla soggezione ai tirannici proprietari inglesi.
Il 7 settembre 1629 la spedizione spagnola si spostò sull'isola gemella Saint Kitts e bruciò l'intero insediamento.

## Conseguenze
Secondo i termini della resa, gli spagnoli organizzarono una spedizione per riportare in Inghilterra circa 700 coloni. Ma altri coloni, variamente stimati tra i 200 e i 400, evitarono la cattura rifugiandosi sulle colline e nei boschi. Dopo l'accordo di Madrid tra le corone spagnola e inglese (1630), gli spagnoli lasciarono l'isola, restituendola all'Inghilterra. I fuggiaschi tornarono nelle loro piantagioni per formare il nucleo di una nuova fase di colonizzazione.